# Дялу-Маре (Ботошань)
Дялу-Маре (рум. Dealu Mare) — село у повіті Ботошані в Румунії. Адміністративно підпорядковане місту Дорохой.
Село розташоване на відстані 388 км на північ від Бухареста, 27 км на північний захід від Ботошань, 122 км на північний захід від Ясс.

## Населення
За даними перепису населення 2002 року у селі проживали 438 осіб, усі — румуни. Усі жителі села рідною мовою назвали румунську.